# Jerai Grant
Harvey Jerai Grant IV (Bowie, Maryland, 10 de enero de 1989) es un jugador de baloncesto estadounidense que pertenece a la plantilla del Fuerza Regia de la Liga Caliente.mx LNBP de México. Con 2,03 metros de estatura, juega en la posición de ala-pívot.

## Trayectoria deportiva
Formado en los Clemson Tigers, en 2011 tras no ser drafteado se marchó a Australia para jugar en las filas del Sydney Kings. En 2012, llegó a Europa para jugar en Italia y más tarde en Israel.
En 2013, firmó por el BK Ventsplis donde ganó la liga letona en 2014. Al año siguiente, en 2015 firmó con el Neptunas Klaipeda para jugar Eurocup y llegar a la final de la liga lituana.
Durante la temporada 2019-20 jugaría en las filas del Strasbourg IG y a mitad de temporada, firmaría por el AEK Atenas B.C.
En mayo de 2020, firma por el tercer equipo dentro de la misma temporada, al llegar a Maccabi Haifa B.C. de la Ligat Winner, para reanudar la liga tras el parón por el coronavirus.
El 23 de diciembre de 2020, firma por el Promitheas Patras B.C. de la A1 Ethniki.
El 7 de agosto de 2022 fichó por el BC Budivelnyk de la ENBL.
Pese a que en marzo de 2024 se anunció que Grant volvería a Venezuela para jugar en la SPB con los Marinos de Oriente, el jugador no se incorporó al equipo. Poco después, el 23 de junio de 2024, el Fuerza Regia de la Liga Nacional de Baloncesto Profesional de México lo contrató para disputar la temporada 2024.

## Vida personal
Grant es hijo de Harvey y Beverly Grant, y tiene tres hermanos: Jerami, Jaelin y Jerian. Harvey jugó baloncesto universitario en Clemson y Oklahoma, y fue la selección número 12 en el Draft de la NBA de 1988, pasando a jugar durante 11 años en la NBA con los Washington (Bullets y Wizards), Portland y Philadelphia. El tío de Grant, Horace (hermano gemelo de Harvey), jugó baloncesto universitario en Clemson y fue campeón de la NBA en cuatro ocasiones con Chicago y Los Ángeles.